# Blonde et Brune
Pour plus de détails, voir Fiche technique et Distribution.
Blonde et Brune est un film français réalisé par Christine Dory et sorti en 2005.

## Fiche technique
- Titre : Blonde et Brune
- Réalisation : Christine Dory
- Scénario : Christine Dory
- Photographie : Irina Lubtchansky
- Décors : Antoine Platteau
- Costumes : Antoine Platteau et Caroline Tavernier
- Son : Cédric Deloche
- Musique : Reno Isaac
- Montage : Agnès Bruckert
- Pays d'origine :  France
- Production : Les Films de la Grande Ourse
- Durée : 59 minutes
- Date de sortie : France - 9 mars 2005

## Distribution
- Christèle Tual : la femme blonde
- Aude Briant : la femme brune
- Bertrand Bossard : Patrick
- Pierre Louis-Calixte : Joseph
- Rémy Carpentier : Michel

## Sélections
- 2005 : Lutins du court métrage
- 2005 : Festival du film français de Stockholm